# Дракон Вессекса

Сучасна версія прапора Вессекса (1965)

Дракон, або віверн, ― один із символів Вессекса.

## Історія

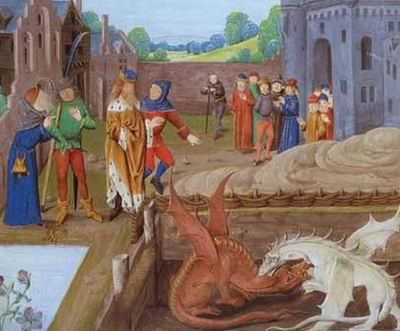
Червоний і білий дракони в Дінас Емріс, ілюстрація «Історії королів Британії» Гальфріда Монмутського.

Білий дракон як символ саксів (на противагу кельтському, червоному  згадується в історії про будівництво королем Вортігерном фортеці Дінас Емріс (V ст.).
І Генріх Хантінгдонський, і Матвій Вестмінстерський згадували золотого дракона, піднятого над битвою при Бурфорді західними саксами, в 752 році. Гобелен з Байє зображує полеглий золотий дракон, також червоно-золото-білий дракон був прапором короля Гарольда II (колишнього і ярлом Вессекса). Однак драконові стяги були широко поширені в Європі того часу (походячи від прапорів римських когорт), і немає впевненості, що дракон позначав Вессекс.
Секція вітража XVIII ст. з кольорового скла Ексетерського кафедрального собору показує, що дракон у довікторіанські часи пов'язувався з королівством Вессекс. Ця асоціація була популяризована в XIX ст., частково завдяки роботам Едварда Фрімена. На час нагороди College of Arms герба раді графства Сомерсет в 1911, червоний дракон став визнаною геральдичною емблемою стародавнього королівства.  Наслідуючи цей прецедент, в 1937 році рада графства Вілтшир теж отримав подібний герб. Два золоті дракони стали щитоутримувачами герба ради графства Дорсет у 1950 р.
У британській армії віверни використовуються для позначення Вессекса в 43-й (Вессекській) піхотній дивізії (золотий вівер на чорному тлі) та Вессекські бригади та полку (кокарда з геральдичним чудовиськом).
Коли Софі, графині Вессекса, надали герб, лівим щитоутримувачем став синій вівер, описаний College of Arms як «геральдичне чудовисько, яке довго асоціювалося з Вессексом».
Вессекське суспільство просуває використання прапора, намальованого Вільямом Кремптоном, із геральдичним золотим віверном на червоному тлі.

## Герб, що приписується

Герб королівства Вессекс — вигаданий, оскільки за часів його існування (VI-X ст.) геральдики ще не з'явилося. Це не винятковий випадок для європейських геральдичних авторів, які постачали гербами і всю дев'ятку стародавніх героїв (трьох біблійних, трьох античних, трьох християнських).
На ранньому гербі Вессекса (ХІІІ ст.) були золоті хрест і чотири березні.